# Woodsia lanosa
Woodsia lanosa är en hällebräkenväxtart som beskrevs av William Jackson Hooker. Woodsia lanosa ingår i släktet Woodsia och familjen Woodsiaceae. Inga underarter finns listade.